# Нік Рімандо
Ніколас «Нік» Пол Рімандо (англ. Nicholas Paul "Nick" Rimando; нар. 17 червня 1979, Монтклер, Каліфорнія, США) — американський футболіст, воротар національної збірної США та клубу «Реал Солт-Лейк».

## Клубна кар'єра
У дорослому футболі дебютував 2000 року виступами за «Маямі Ф'южн», в якій провів два сезони, взявши участь у 47 матчах чемпіонату. Більшість часу, проведеного у складі «Маямі Ф'южн», був основним голкіпером команди.
Своєю грою за цю команду привернув увагу представників тренерського штабу клубу «Ді Сі Юнайтед», до складу якого приєднався 2002 року. Відіграв за команду з Вашингтона наступні п'ять сезонів своєї ігрової кар'єри. Граючи у складі «Ді Сі Юнайтед» також здебільшого виходив на поле в основному складі команди.
2007 року приєднався до складу клубу «Реал Солт-Лейк».

## Виступи за збірні
Протягом 1998–1999 років залучався до складу молодіжної збірної США.
2002 року дебютував в офіційних матчах у складі національної збірної США.
У складі збірної був учасником розіграшу Золотого кубка КОНКАКАФ 2011 року, де разом з командою здобув «срібло», а також розіграшу Золотого кубка КОНКАКАФ 2013 року, здобувши того року титул континентального чемпіона.

## Титули і досягнення
«Ді Сі Юнайтед»
- Володар Кубка МЛС: 2004

«Реал Солт-Лейк»
- Володар Кубка МЛС: 2009

Збірна США
- Володар Золотого кубка КОНКАКАФ: 2013
- Срібний призер Золотого кубка КОНКАКАФ: 2011

Є рекордсменом МЛС за кількістю зіграних матчів у регулярному чемпіонаті та кількістю матчів, у яких не пропустив жодного голу.